# Everything Must Go (Manic Street Preachers)
Everything Must Go è un album dei Manic Street Preachers pubblicato nel 1996.

## Tracce
1. Elvis Impersonator: Blackpool Pier – 3:29
2. A Design for Life – 4:17
3. Kevin Carter – 3:25
4. Enola/Alone – 4:08
5. Everything Must Go – 3:41
6. Small Black Flowers That Grow in the Sky – 3:03
7. The Girl Who Wanted to Be God – 3:35
8. Removables – 3:31
9. Australia – 4:05
10. Interiors (Song for Willem De Kooning) – 4:18
11. Further Away – 3:39
12. No Surface All Feeling – 4:14